# L'Anse-Saint-Jean
L'Anse-Saint-Jean è un comune del Canada, situato nella provincia del Québec, nella regione di Saguenay-Lac-Saint-Jean.